# Algemene verkiezingen in Liberia (1943)

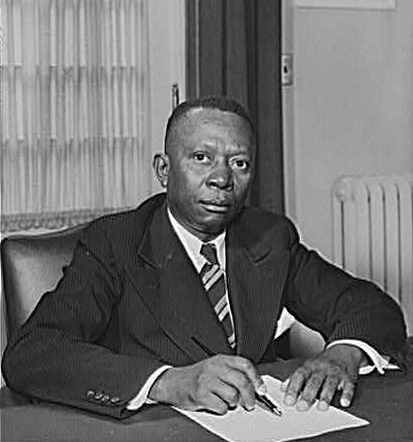
President William Tubman in 1943.

De algemene verkiezingen in Liberia van 1943 vonden op 4 mei plaats en behelsden de verkiezing van een nieuwe president en de verkiezing van een parlement. Alle parlementszetels gingen naar de enige partij, de True Whig Party De partij kandideerde William Tubman (1895-1971), advocaat en senator, voor het presidentschap. Tubman wees Clarence Lorenzo Simpson (1896-1969) aan als zijn running mate (d.i. kandidaat voor het vicepresidentschap. Simpson werd aanvankelijk gezien als de opvolger van Edwin Barclay, de uitgaande president. Tubman nam het op tegen James F. Cooper, een rubbermagnaat en oprichter van de Democratic Party. Deze laatste werd tijdens zijn campagne voortdurend gedwarsboomd. Tubman kreeg bijna 100% van de stemmen. De meeste gegevens (opkomst, aantal stemmen) ontbreken.

## Presidentsverkiezingen
Uitslag presidentsverkiezingen
William V.S. Tubman:
James F. Cooper: 

## Parlementsverkiezingen

### Huis van Afgevaardigden
| Partij                            | Partij          | Zetels | %      |
| --------------------------------- | --------------- | ------ | ------ |
|                                   | True Whig Party | 22     | 100,00 |
| Totaal                            | Totaal          | 22     | 100,00 |
|                                   |                 |        |        |
| Geldige stemmen                   |                 |        |        |
| Ongeldige stemmen/ blanco stemmen |                 |        |        |
| Geregistreerde kiezers/ opkomst   |                 |        |        |
| Bron: Nohlen et al.               |                 |        |        |

### Senaat
| Partij                            | Partij          | Zetels | %      |
| --------------------------------- | --------------- | ------ | ------ |
|                                   | True Whig Party | 6      | 100,00 |
| Totaal                            | Totaal          | 6      | 100,00 |
|                                   |                 |        |        |
| Geldige stemmen                   |                 |        |        |
| Ongeldige stemmen/ blanco stemmen |                 |        |        |
| Geregistreerde kiezers/ opkomst   |                 |        |        |
| Bron: Nohlen et al.               |                 |        |        |